# سولفرید کواندا
سولفرید کواندا (نروژی: Solfrid Koanda; ۱۳ نوامبر ۱۹۹۸) وزنه‌بردار زن اهل نروژ بود.